# 1864 no Brasil
Esta é uma cronologia dos fatos acontecimentos de ano 1864 no Brasil.

## Incumbente
- Imperador – D. Pedro II (1831–1889).

## Eventos
- 4 de agosto: Ultimato brasileiro ao Uruguai: cumprimento das exigências ou retaliação.[1]
- 10 de agosto: O Acordo Secreto entre o Brasil e a Argentina é firmado para preparar intervenção militar contra o governo blanco do Uruguai.
- 30 de agosto: Paraguai dá ultimato ao Brasil para que não intervenha no Uruguai.[2]
- 7 de outubro: Batalha Naval na Bahia entre CSS Florida e USS Wachusett.
- 15 de outubro: A princesa Isabel casa-se com o Conde D'Eu.
- 16 de outubro: 
  - Tropas brasileiras invadem o Uruguai em apoio a Venancio Flores. Marinha do Brasil bloqueia Montevidéu. Paraguai considera a agressão como um ato de guerra.[1]
  - Início da Guerra contra Aguirre.
- 12 de novembro: Paraguai toma o navio a vapor brasileiro Marquês de Olinda em Assunção. O navio transportava o novo governador da província de Mato Grosso.[3] O Brasil responde, cortando relações diplomáticas com o Paraguai.
- 21 de novembro: Ocorre a emancipação política do Município de Boa Viagem, no Estado do Ceará.
- 13 de dezembro: O presidente paraguaio, Solano López, declara guerra ao Império do Brasil e inicia a invasão do Mato Grosso.[4]
- 15 de dezembro: A princesa Leopoldina casa-se com o Duque de Saxe.

## Nascimentos
- 11 de janeiro: Augusto Severo de Albuquerque Maranhão, aviador (m. 1902).